# جورج مولر (أستاذ جامعي)
جورج مولر (بالألمانية: Georg Möller) هو أستاذ جامعي ألماني، ولد في 5 نوفمبر 1876 في كاراكاس في فنزويلا، وتوفي في 2 أكتوبر 1921.